# アルベルト・スペンセル
アルベルト・スペンセル（Alberto Pedro Spencer Herrera, 1937年12月6日 - 2006年11月3日）は、エクアドル・サンタ・エレーナ県出身の元サッカー選手。ポジションはフォワード。
コパ・リベルタドーレスの最多得点記録を持つ。

## 経歴
14歳でCDエベレストに入団し、1955年にトップチームデビューする。1959年にウルグアイのCAペニャロールに移籍すると、10年間でリーグ戦510試合に出場して326得点を挙げた。コパ・リベルタドーレスでは48得点し、3度の南米制覇に貢献した。バルセロナSCでも6得点し、コパ・リベルタドーレス通算54得点を誇る。これは大会最多記録である。
エクアドル代表として11試合に出場したが、非公式にウルグアイ代表として4試合に出場している。

## タイトル

### クラブ
CAペニャロール
- コパ・リベルタドーレス : 1960, 1961, 1966
- プリメーラ・ディビシオン : 1960, 1961, 1962, 1964, 1965, 1967, 1968
- インターコンチネンタルカップ : 1961, 1966

バルセロナSC
- セリエA : 1971

### 個人
- プリメーラ・ディビシオン得点王 : 1961, 1962, 1967, 1968
- コパ・リベルタドーレス得点王 : 1960, 1962